# Hans Philippi
Hans Philippi (* 22. November 1916 in Mainz; † 27. April 2010 in Laubach) war ein deutscher Historiker und Archivar. Er war von 1973 bis 1981 Leiter des Staatsarchivs Marburg und der Archivschule Marburg.

## Leben
Philippi bestand 1936 das Abitur am Gymnasium in Grünberg und studierte anschließend an den Universitäten Marburg, Wien und München Jura, Geschichte, Rechtsgeschichte und Neuere Philologie. Während seines Studiums wurde er Mitglied der AMV Fridericiana Marburg. 1951 wurde er in Marburg mit einer Arbeit über die Grafschaft Büdingen promoviert. Als Archivreferendar besuchte er von 1952 bis 1954 die wenige Jahre zuvor gegründete Archivschule Marburg und bestand dort als Teilnehmer des 3. wissenschaftlichen Kurses die Laufbahnprüfung für den höheren Archivdienst.
Seit 1954 war Philippi berufstätig beim Politischen Archiv des Auswärtigen Amtes. 1964 kehrte Philippi an das Staatsarchiv nach Marburg zurück, dessen Leitung er 1973 übernahm. Mit dieser Stelle verbunden war auch die Leitung der Archivschule Marburg. Beide Funktionen übte er bis zu seinem Eintritt in den Ruhestand (1981) aus.
Hans Philippi starb 2010 im Alter von 93 Jahren in Laubach.

## Veröffentlichungen (Auswahl)
Memoiren
- Die Chronik meines Lebens. Erinnerungen. 2 Bände, Darmstadt, Marburg 2002–2005.

Studien
- Territorialgeschichte der Grafschaft Büdingen. Dissertation Marburg 1951, gedruckt 1954.
- Landgraf Karl von Hessen-Kassel – ein deutscher Fürst der Barockzeit. Marburg 1976.
- Das Haus Hessen. Ein europäisches Fürstengeschlecht. Thiele und Schwarz, Kassel 1983.
- Die Wettiner in Sachsen und Thüringen. Limburg 1989.
- Die Landgrafschaft Hessen-Kassel von 1648–1806. Hans Philippi zum 90. Geburtstag. Marburg 2007.

Herausgeberschaft
- Repertorien des Hessischen Staatsarchivs Marburg. 1964 ff.